# Леннаучфильм
«Леннаучфи́льм» (сокр. от Ленинградская студия научно-популярных и учебных фильмов) — советская и российская киностудия в Санкт-Петербурге.
Студия полного цикла, работавшая от сценарной заявки до кинотеатрального, видео- и телевизионного проката. Это три съёмочных павильона, цеха съёмочной, свето- и звукотехники, мультипликации, обработки цветной и чёрно-белой плёнки, комбинированных съёмок. В течение десятилетий на студии сложилось несколько тематических направлений: российская история, изобразительное искусство, космос, физиология высшей нервной деятельности, подводный мир морей и океанов. Она стала базовой студией по подводным съёмкам для всего СССР.
Именно здесь начали свою кинобиографию В. Высоцкий, Т. Доронина, Г. Жжёнов, К. Лавров, И. Смоктуновский, режиссёр В. Мельников. В разные годы на киностудии работали такие известные документалисты как П. Клушанцев, Л. Анци-Половский, С. Аранович, Г. Бруссе, Т. Иовлева, В. Гранатман, В. Гуркаленко, Л. Лазарева, Н. Левицкий, М. Клигман, В. Чигинский, А. Сидельников. Снятые здесь фильмы представляют объёмную картину научной и культурной жизни страны, многие из них отмечены наградами на внутренних и международных кинофестивалях. В коллекции «Леннаучфильма» и короткометражные ленты, и игровые, и анимационные фильмы в самых разных техниках исполнения — всего более 4000.

## История
Основана 11 февраля 1933 года на базе отдела «Культурфильм» и Военного сектора кинофабрики «Роскино» как кинофабрика № 1 Всесоюзного треста «Союзтехфильм».
- 1936—1942 — Ленинградская кинофабрика научно-учебных и технических фильмов «Лентехфильм»
 В 1938 году кинофабрика была преобразована в киностудию.
- 1942—1944 — Ленинградская объединённая киностудия научно-технических и хроникально-документальных фильмов
 Объединённая с Ленкинохроникой студия продолжала работать и в блокаду. Именно здесь, на Мельничной, 4, с весны 1942 года проявлялась вся кинохроника. Фильмы каждой из студий выходили с прежними логотипами[4].
- 1944—1946 — Лентехфильм
- 1946—1996 — Ленинградская киностудия научно-популярных фильмов «Леннаучфильм»
 Начиная с 50-х годов формируется жанр научно-просветительского фильма.
- 1996—2004 — Санкт-Петербургская киностудия научно-популярных фильмов «Леннаучфильм»
 Была единственной в стране студией, где принимали на практику студентов и дебютантов. С 2000 года более ста молодых кинематографистов разных профессий начали здесь свой путь[5].
- 2004—2006 — Санкт-Петербургская киностудия научно-популярных фильмов
- 2006—2015 — Киностудия «Леннаучфильм»
 В 2007 году с приходом нового директора из Москвы всерьёз заговорили о ликвидации студии. Письмо к сотрудничавшим со студией академикам, в числе которых Ж. Алфёров, Н. Бехтерева, Л. Вербицкая, С. Капица, М. Пиотровский, Л. Фаддеев помогло тогда ситуацию отсрочить[6].
В феврале 2012 года студия потеряла самостоятельность, став филиалом московского «Центра национального фильма»[7].
 В 2014 году пришло новое известие о закрытии[5].
- 2015 — вместе с Центром национального фильма и НИКФИ путём реорганизации в форме присоединения вошла в киностудию имени М. Горького[8] под именем Филиал «Леннаучфильм» АО «ТПО „Киностудия им. М.Горького“»[9]. Руководитель обособленного подразделения — Гостев Сергей Юрьевич[10]. В 2017 году были запущены в производство три фильма[11].
- 2018 — имущество студии — четыре нежилых здания общей площадью 17,4 тыс. м². вместе с занимаемыми двумя смежными участками земли 1,9 га были выставлены на аукцион[12][13].

## Награды
- орден «Знак Почёта» (1983)[1];
- благодарность Министра культуры Российской Федерации (14 ноября 2003) — за многолетний плодотворный труд и большой вклад в развитие отечественного кинопроизводства[14];
- дипломом за активное воплощение идеи преумножения интеллектуального богатства России на Второй Ассамблее Всемирного форума «Интеллектуальная Россия» в Брянске (2006)[источник не указан 886 дней].

## Директора студии
- 1933—1936 — Натан Яковлевич Гринфельд;
- 1942—1943 — Иосиф Вениаминович Хмельницкий[15]
- 1943—1945 — Валерий Михайлович Соловцов[4];
- 1950—1953 — Николай Алексеевич Левицкий[16];
- не позднее 1968—1971 — Всеволод Алексеевич Потапович[17];
- 1971—1982 — Виталий Евгеньевич Аксёнов[17];
- 1982—1996 — Николай Максимович Елисеев[18];
- 1996—2001 — Александр Александрович Соколовский[19];
- 2001—2006 — Татьяна Борисовна Маслина[3];
- 2006—2012 — Антон Викторович Смирнов[20].